# Vagabond (grup de música)
Vagabond és un grup de rock procedent de Dinamarca. Vagabond fou format pels que per aquell temps antics membres de TNT (per aquell temps es trobava separada) Ronni Lé Tekrø i Morty Black. En 1993 van començar a treballar, i ràpidament van incorporar a l'exmembre de Stage Dolls Steinar Krokstad com bateria, a Dag Stokke als teclats i al vocalista de Sons of Angels Solli. No obstant això, després d'unes proves la veu va ser reemplaçada i Jorn Lande va passar a ser el cantant.
El seu primer disc, Vagabond (1994) fou editat a través de EMI, es va publicar en 1994 però van ser acomiadats de la companyia, davant la qual cosa van haver de cercar-se un nou segell que finalment seria la casa discogràfica japonesa Victor Records. El seu segon disc, "A Huge Fan of Life" (1995), va ser publicat en tot Europa amb el segell propi de la formació. A pesar que les coses no anaven malament en 1996 el grup TNT va tornar a la carretera, pel que Vagabond va deixar d'existir.